# Hermann Schubert (sculpteur)
Pour les articles homonymes, voir Schubert (homonymie).
Hermann Schubert, né le 12 juin 1831 à Dessau dans le duché d'Anhalt-Dessau, et mort le 24 janvier 1917 à Dresde, est un sculpteur allemand.

## Biographie
Hermann Schubert est né le 12 juin 1831 à Dessau.
Il est le fils de Benjamin Schubert et le père de l'architecte Otto Schubert. Il étudie à l'académie des beaux-arts à Munich entre 1849 et 1852, puis a passé la période de 1856 à 1872 à Rome.
Il est mort le 24 janvier 1917 à Dresde.